# Gian Marco Berti
Gian Marco Berti (San Marino, 11 novembre 1982) è un tiratore a volo sammarinese.
Ai Giochi olimpici di Tokyo ha vinto la medaglia d'argento nella fossa olimpica a squadre con Alessandra Perilli, seconda medaglia ai Giochi olimpici per San Marino, prima in assoluto di questo metallo.

## Biografia
Nato a Città di San Marino nel 1982, è figlio di Gian Nicola Berti, che ha rappresentato San Marino ai Giochi della XXIV Olimpiade a Seul nel 1988 nella fossa olimpica.
Ai Giochi olimpici di Tokyo ha vinto la medaglia d'argento nella fossa olimpica a squadre con Alessandra Perilli.

## Palmarès
- Giochi olimpici

Tokyo 2020: argento nella fossa olimpica squadre
- Giochi del Mediterraneo

Orano 2022: bronzo nella fossa olimpica.